# Nakuru (hạt)
Hạt Nakuru là một hạt thuộc tỉnh Rift Valley ở Kenya. Theo điều tra dân số ngày 24 tháng 8 năm 1999, hạt này có dân số 1187039 người. Hạt Nakuru có diện tích 7242 km². Hạt lỵ đóng tại Nakuru.